# Néocortex
Ne doit pas être confondu avec Neo Cortex.
Le néocortex (ou néopallium, ou encore isocortex) est une zone du cerveau des mammifères qui correspond à la couche externe des hémisphères cérébraux. Il fait partie du cortex cérébral (comprenant également l'archicortex et le paléocortex, membres du système limbique). Il est lui-même constitué de six couches distinctes, numérotées de I à VI (VI étant la plus profonde et I la plus externe). Il est impliqué dans les fonctions cognitives dites supérieures comme les perceptions sensorielles, les commandes motrices volontaires, le raisonnement spatial, la conscience ou encore le langage.

## Évolution
Le néocortex s'est développé après et sur les autres couches du cortex. Les études d'anatomie comparée montrent qu'il est apparu chez les premiers mammifères ou chez les mammaliaformes, à une date indéterminée (il existe chez tous les mammifères et n'est connu chez aucun autre animal actuel). On trouve chez certains reptiles (dont les tortues) des couches de cortex sensoriel qui pourraient en constituer une ébauche. Les oiseaux (donc peut-être déjà les premiers dinosaures) ont développé une autre structure, le pallium, qui à de nombreux égards joue un rôle analogue à celui du néocortex,,.
Le néocortex est peu développé chez le Rat et le Chat, mais très développé chez les Primates où il présente même une complexité inédite dans le cas de l'être humain. À titre de comparaison, le néocortex représente 20 % du poids du cerveau d’une musaraigne et 80 % de celui d'un humain[réf. nécessaire].

## Anatomie

Les lobes du néocortex humain : frontal (bleu), pariétal (jaune), occipital (rose) et temporal (vert).

Le néocortex constitue la matière grise, les corps cellulaires des neurones et des fibres non myélinisées, à opposer à la matière blanche, plus profonde, qui est constituée principalement d'axones myélinisés. Il contient deux types principaux de neurones :
- Des neurones pyramidaux qui sont excitateurs (~80 % des neurones néocorticaux)
- Des interneurones qui sont inhibiteurs (~20 %)

Sa structure est uniforme dans son ensemble : il est presque toujours constitué de six couches distinctes, différenciées par leur type cellulaire de neurone et les connexions qu'elles établissent. Néanmoins certaines zones présentent de légères différences, comme le cortex moteur, qui n'a pas de couche IV.
Des circuits neuronaux majeurs peuvent être identifiés dans le néocortex: 
- Par exemple, les neurones pyramidaux des couches supérieures II et III projettent leurs axones dans d'autres couches du néocortex.
- Au contraire, les couches profondes V et VI projettent principalement en dehors du néocortex vers des structures comme le thalamus, le tronc cérébral ou la moelle épinière.
- Les neurones de la couche IV reçoivent uniquement des connexions synaptiques provenant de l'extérieur du cortex (principalement du thalamus) et transmettent ces informations sensorielles vers d'autres couches corticales pour qu'elles soient traitées.

En plus de cette organisation horizontale, les neurones du néocortex sont arrangés en structures verticales appelées les colonnes néocorticales. Elles forment des cylindres de 0,5 mm de diamètre et de 2 mm de profondeur. Ces structures seraient des unités de traitement indépendantes de l'information, chacune recevant et traitant un certain type de stimuli sensoriel provenant d'une partie définie du corps. Ces colonnes sont répétées quasiment à l'identique et représentent l'unité fonctionnelle du néocortex. Chez l'humain il y a environ un demi-million de colonnes néocorticales, contenant chacune approximativement 60 000 neurones. C'est la théorie de l'organisation en colonne du cortex qui est cependant encore débattue.
Le néocortex est divisé en lobes frontaux, pariétaux, occipitaux et temporaux, qui effectuent des tâches distinctes. Par exemple, le lobe occipital contient le cortex visuel primaire et le lobe temporal contient le cortex auditif primaire. Des divisions plus fines du cortex permettent d'isoler des fonctions plus spécifiques. Chez l'humain, le lobe frontal contient les aires dévouées aux habilités qui sont les plus développées chez notre espèce, comme le traitement complexe du langage, localisé dans le cortex préfrontal ventrolatéral (l'Aire de Broca). Les fonctions sociales et émotionnelles sont situées, chez le primate (dont l'homme), au niveau du cortex orbitofrontal.
De plus, à ces définitions anatomiques s'ajoute parfois une distinction fonctionnelle, comme dans le cas de la thèse du cerveau triunique où le néocortex est distingué des cerveaux reptilien et limbique.

## Rôle

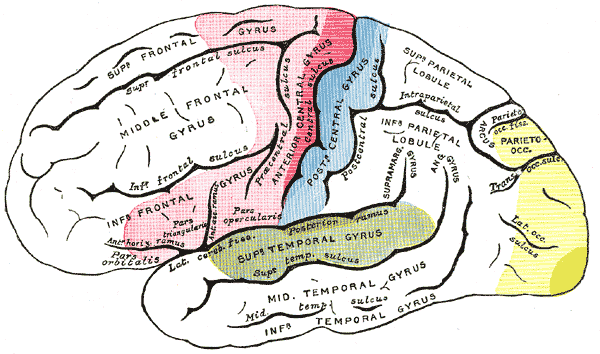
Organisation fonctionnelle du néocortex humain
Aire motrice primaire
Aire motrice supplémentaire préfrontale
Aire sensorielle primaire
Aire d'association sensorielle
Aire visuelle primaire
Aire auditive primaire

Le néocortex est impliqué dans la perception (par les sens) et dans la réaction (par l'appareil locomoteur).
Il est également le siège supposé de l'abstraction (on y distingue par exemple des zones impliquées dans la représentation spatiale et dans le langage). Il est également impliqué dans le processus de mémoire.
On lui attribue également la particularité de ne pas fonctionner de façon automatisée, c'est-à-dire que l'on ne peut prévoir comment il va réagir à un stimulus donné.

## Images
Différentes représentations du cerveau humain :

avec le squelette
coupé au milieu (coupe sagittale)
coupe sagittale mise en volume
idem, vue 3/4 arrière